# Alfabeto distintivo
Un alfabeto distintivo (featural alphabet) è un sistema di scrittura che prevede la codifica dei tratti distintivi, piuttosto che dei singoli segmenti (come nell'alfabeto). L'esempio principale di alfabeto distintivo è il sistema di scrittura coreano Hangŭl; anche le Tengwar di J. R. R. Tolkien possono essere considerate un alfabeto distintivo.